# Unione Sportiva Ivrea 1964-1965
Questa pagina raccoglie le informazioni riguardanti l'Unione Sportiva Ivrea nelle competizioni ufficiali della stagione 1964-1965.

## Rosa
| N. |                   | Ruolo | Calciatore        |
| -- | ----------------- | ----- | ----------------- |
|    | Italia (bandiera) | C     | Mario Annovazzi   |
|    | Italia (bandiera) | D     | Andrea Arcudi     |
|    | Italia (bandiera) | C     | Romano Bertetto   |
|    | Italia (bandiera) | P     | Lorenzo Buffon    |
|    | Italia (bandiera) | P     | Martino Camposeo  |
|    | Italia (bandiera) | D     | Giuseppe Corradi  |
|    | Italia (bandiera) | A     | Claudio Costanzo  |
|    | Italia (bandiera) | D     | Sergio Dallan     |
|    | Italia (bandiera) | D     | Gianfranco Ghezzi |
|    | Italia (bandiera) |       | Granai            |
|    | Italia (bandiera) | D     | Renzo Grazziutti  |

| N. |                   | Ruolo | Calciatore        |
| -- | ----------------- | ----- | ----------------- |
|    | Italia (bandiera) | C     | Mario Invernizzi  |
|    | Italia (bandiera) | D     | Paolo Martinelli  |
|    | Italia (bandiera) |       | Michelini         |
|    | Italia (bandiera) |       | Moscatelli        |
|    | Italia (bandiera) | C     | Oreste Poggio     |
|    | Italia (bandiera) |       | Russo             |
|    | Italia (bandiera) | A     | Alessandro Stocco |
|    | Italia (bandiera) | D     | Umberto Strucchi  |
|    | Italia (bandiera) | P     | Piero Tognolato   |
|    | Italia (bandiera) | C     | Livio Voltolini   |
|    | Italia (bandiera) | D     | Zelco Zgrablic    |